# 異常透明

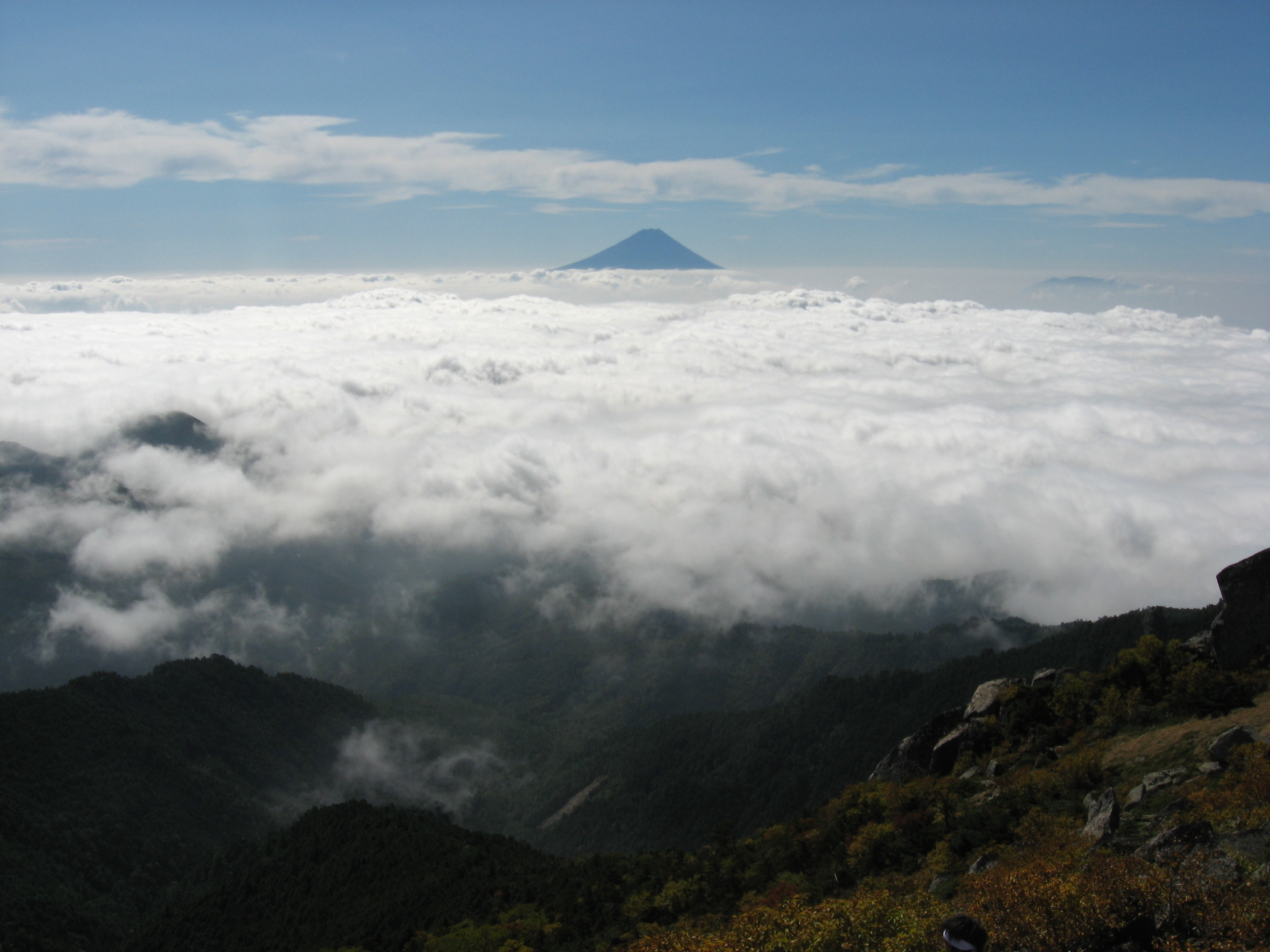
金峰山から望む雲海とその先の富士山。両地点間の距離は50km以上なので異常透明と推測される。

異常透明（いじょうとうめい）とは、大気が非常に澄んでいて見通しが良く、50km以上離れた物体までもがはっきりと見えている状態。気象学では、気象官署において視程が50km以上の場合をさす言葉として用いられていた。
見通し（視程）が悪い状態を「視程障害」と呼ぶが、異常透明はその反意語となる。
現在ではほとんど使われず、気象庁などが予報や解説を発表する際の用語としても用いないこととなっている。